# Abelisauroidea
Az Abelisauroidea a ceratosaurus dinoszauruszok egyik csoportja volt, amely (a dél-európai Tarascosaurus kivételével) a déli félgömbön élt a kréta időszakban. Jól ismert nemei közé tartozik az Abelisaurus, a Carnotaurus és a Majungasaurus.

## Osztályozás
- Abelisauroidea öregcsalád
  - Berberosaurus
  - Genusaurus
  - Ozraptor
  - Spinostropheus
  - Tarascosaurus
  - Noasauridae család
    - Deltadromeus?
    - Laevisuchus?
    - Ligabueino
    - Masiakasaurus
    - Noasaurus
    - Velocisaurus

  - Abelisauridae család
    - Ilokelesia
    - Rugops
    - Kryptops
    - Ekrixinatosaurus
    - Compsosuchus
    - Xenotarsosaurus
    - Abelisaurus
    - Indosaurus
    - Indosuchus
    - Carnotaurinae alcsalád
      - Rajasaurus
      - Majungasaurus
      - Carnotaurini nemzetség
        - Aucasaurus
        - Carnotaurus

## Fordítás
- Ez a szócikk részben vagy egészben az Abelisaur című angol Wikipédia-szócikk ezen változatának fordításán alapul.  Az eredeti cikk szerkesztőit annak laptörténete sorolja fel. Ez a jelzés csupán a megfogalmazás eredetét és a szerzői jogokat jelzi, nem szolgál a cikkben szereplő információk forrásmegjelöléseként.